# اللغة الليغورية (القديمة)
اللغة الليغورية كانت لغة قديمة يتحدث بها شعب الليغور، وهم شعب أصلي سكن مناطق شمال غرب إيطاليا وجنوب شرق فرنسا خلال العصر ما قبل الروماني والروماني. نظرًا لأن اللغة الليغورية لا تتوفر لها شهادات كثيرة، فقد ثبت أن تصنيفها وعلاقتها باللغات المجاورة أمر صعب، مما أثار نقاشًا بين اللغويين طوال معظم القرن العشرين.
الإجماع العلمي الحالي هو أن اللغة الليغورية كانت على الأرجح لغة أو عائلة لغوية هندو أوروبية، وربما سلتيك، أو على الأقل متأثرة باللغات السلتية أو مرتبطة بها. ومع ذلك، فإن هذه الفرضية تعتمد في المقام الأول على علم أسماء المواقع الجغرافية وعلم التسميات، وعلى بعض الحواشي التي قدمها الكتاب اليونانيون الرومان القدماء (نظرًا لعدم وجود نصوص ليغورية باقية)، وبالتالي تظل جزئيًا تخمينية بسبب ندرة البيانات. وبسبب ذلك، فقد أثار بعض العلماء شكوكًا حول وجود لغة ليغورية نفسها، لأنه قد يظل من المشكل افتراض أن جميع الأشكال غير السلتية وغير الإيطالية الموجودة في المناطق التي وصفتها المصادر القديمة بأنها "ليغورية" تأتي من لغة واحدة بدلاً من عدة لهجات قديمة.
تحت تأثير أعمال هنري داربوا دي جوبانفيل، حاول بعض علماء القرن العشرين تحديد الليغوري باعتباره بقايا من طبقة أساسية ما قبل الهندو أوروبية أو الهندو أوروبية. وقد واجهت هذه النظريات، وخاصة تلك التي تحاول إقامة روابط إضافية مع البيانات من مناطق أوروبية أخرى، انتقادات متزايدة في الدراسات العلمية الحديثة.

خريطة العالم لهكتيوس الملطي (القرن السادس قبل الميلاد).